# Campeonato da Europa de Corta-Mato de 2016
O Campeonato da Europa de Corta-Mato de 2016 foi a  23º edição da competição organizada pela Associação Europeia de Atletismo no dia 11 de dezembro de 2016. Teve como sede a cidade de Chia na Itália. Foram disputadas 6 categorias de corrida, tendo como destaque a Turquia com 6 medalhas, sendo 3 de ouro.

## Resultados
Esses foram os resultados do campeonato. 

### Sênior masculino 9.940 m
Individual
| Posição           | Atleta               | Nacionalidade | Tempo |
| ----------------- | -------------------- | ------------- | ----- |
| Medalha de ouro   | Aras Kaya            | Turquia       | 27:39 |
| Medalha de prata  | Polat Kemboi Arıkan  | Turquia       | 27:42 |
| Medalha de bronze | Callum Hawkins       | Grã-Bretanha  | 27:49 |
| 4                 | Andrew Butchart      | Grã-Bretanha  | 28:01 |
| 5                 | Andy Vernon          | Grã-Bretanha  | 28:11 |
| 6                 | Ilias Fifa           | Espanha       | 28:19 |
| 7                 | Ayad Lamdassem       | Espanha       | 28:22 |
| 8                 | Adel Mechaal         | Espanha       | 28:26 |
| 9                 | Marouan Razine       | Itália        | 28:27 |
| 10                | Kaan Kigen Özbilen   | Turquia       | 28:30 |
| 11                | Antonio Abadía       | Espanha       | 28:33 |
| 12                | Abdi Hakin Ulad      | Dinamarca     | 28:37 |
| 13                | Sondre Nordstad Moen | Noruega       | 28:46 |
| 14                | Soufiane Bouchikhi   | Bélgica       | 28:47 |
| 15                | Marco Najibe Salami  | Itália        | 28:48 |
| 16                | Ben Connor           | Grã-Bretanha  | 28:51 |
| 17                | Morhad Amdouni       | França        | 28:55 |
| 18                | Dewi Griffiths       | Grã-Bretanha  | 29:00 |
| 19                | Djilali Bedrani      | França        | 29:01 |
| 20                | Stefano La Rosa      | Itália        | 29:01 |

Equipe
| Posição           | Equipe                                                                        | Pontos         |
| ----------------- | ----------------------------------------------------------------------------- | -------------- |
| Medalha de ouro   | Grã-Bretanha · Callum Hawkins, Andrew Butchart, Andy Vernon, Ben Connor       | 3+4+5+16=28    |
| Medalha de prata  | Espanha · Ilias Fifa, Ayad Lamdassem, Adel Mechaal, Antonio Abadía            | 6+7+8+11=32    |
| Medalha de bronze | Turquia · Aras Kaya, Polat Kemboi Arıkan, Kaan Kigen Özbilen, Alper Demir     | 1+2+10+25=38   |
| 4                 | França · Morhad Amdouni, Djilali Bedrani, Timothée Bommier, Abdellatif Meftah | 17+19+21+22=79 |

### Sênior feminino 7.970 m
Individual
| Posição           | Atleta                    | Nacionalidade | Tempo |
| ----------------- | ------------------------- | ------------- | ----- |
| Medalha de ouro   | Yasemin Can               | Turquia       | 24:46 |
| Medalha de prata  | Meryem Akda               | Turquia       | 24:56 |
| Medalha de bronze | Karoline Bjerkeli Grøvdal | Noruega       | 25:26 |
| 4                 | Ancuța Bobocel            | Roménia       | 25:27 |
| 5                 | Fionnuala McCormack       | Irlanda       | 25:28 |
| 6                 | Steph Twell               | Grã-Bretanha  | 25:40 |
| 7                 | Trihas Gebre              | Espanha       | 25:41 |
| 8                 | Fabienne Schlumpf         | Suíça         | 25:46 |
| 9                 | Liv Westphal              | França        | 25:47 |
| 10                | Elizeba Cherono           | Países Baixos | 25:57 |
| 11                | Roxana Bârcă              | Roménia       | 26:01 |
| 12                | Gemma Steel               | Grã-Bretanha  | 26:06 |
| 13                | Özlem Kaya                | Turquia       | 26:12 |
| 14                | Charlotta Fougberg        | Suécia        | 26:12 |
| 15                | Eva Vrabcová-Nývltová     | Chéquia       | 26:13 |
| 16                | Katrina Wootton           | Grã-Bretanha  | 26:16 |
| 17                | Pippa Woolven             | Grã-Bretanha  | 26:20 |
| 18                | Carla Salomé Rocha        | Portugal      | 26:32 |
| 19                | Sevilay Eytemis           | Turquia       | 26:32 |
| 20                | Fabienne Amrhein          | Alemanha      | 26:33 |

Equipe
| Posição           | Equipe                                                                  | Pontos         |
| ----------------- | ----------------------------------------------------------------------- | -------------- |
| Medalha de ouro   | Turquia · Yasemin Can, Meryem Akda, Özlem Kaya, Sevilay Eytemis         | 1+2+13+19=35   |
| Medalha de prata  | Grã-Bretanha · Steph Twell, Gemma Steel, Katrina Wootton, Pippa Woolven | 6+12+16+17=51  |
| Medalha de bronze | Roménia · Ancuța Bobocel, Roxana Bârcă, Cristina Negru, Paula Todoran   | 4+11+27+37=79  |
| 4                 | França · Liv Westphal, Aurore Guerin, Samira Mezeghrane, Sophie Duarte  | 9+26+32+34=101 |

### Sub-23 masculino  7.970 m
Individual
| Posição           | Atleta                    | Nacionalidade | Tempo |
| ----------------- | ------------------------- | ------------- | ----- |
| Medalha de ouro   | Isaac Kimeli              | Bélgica       | 22:48 |
| Medalha de prata  | Carlos Mayo               | Espanha       | 22:53 |
| Medalha de bronze | Yemaneberhan Crippa       | Itália        | 22:54 |
| 4                 | Amanal Petros             | Alemanha      | 23:01 |
| 5                 | Jonny Davies              | Grã-Bretanha  | 23:01 |
| 6                 | Napoleon Solomon          | Suécia        | 23:03 |
| 7                 | Jesus Ramon               | Espanha       | 23:08 |
| 8                 | Simon Debognies           | Bélgica       | 23:14 |
| 9                 | Samuele Dini              | Itália        | 23:15 |
| 10                | Dieter Kersten            | Bélgica       | 23:16 |
| 11                | Said Ettaqy               | Itália        | 23:16 |
| 12                | Lorenzo Dini              | Itália        | 23:18 |
| 13                | Alex George               | Grã-Bretanha  | 23:19 |
| 14                | Emmenuel Roudolff Levisse | França        | 23:22 |
| 15                | Ellis Cross               | Grã-Bretanha  | 23:32 |

Equipe
| Posição           | Equipe                                                                   | Pontos        |
| ----------------- | ------------------------------------------------------------------------ | ------------- |
| Medalha de ouro   | Itália · Yemaneberhan Crippa, Samuele Dini, Said Ettaqy, Lorenzo Dini    | 3+9+11+12=35  |
| Medalha de prata  | Bélgica · Isaac Kimeli, Simon Debognies, Dieter Kersten, Steven Casteele | 1+8+10+34=53  |
| Medalha de bronze | Grã-Bretanha · Jonny Davies, Alex George, Ellis Cross, Alex Short        | 5+13+15+25=58 |
| 4                 | Espanha · Carlos Mayo, Jesus Ramos, Mohamed Jelloul, El Madhi Lahoufi    | 2+7+16+39=64  |

### Sub-23 feminino 6.000 m
Individual
| Posição           | Atleta               | Nacionalidade | Tempo |
| ----------------- | -------------------- | ------------- | ----- |
| Medalha de ouro   | Sofia Ennaoui        | Polónia       | 19:21 |
| Medalha de prata  | Anna Gehring         | Alemanha      | 19:24 |
| Medalha de bronze | Alice Wright         | Grã-Bretanha  | 19:42 |
| 4                 | Charlotte Taylor     | Grã-Bretanha  | 19:44 |
| 5                 | Katarzyna Rutkowska  | Polónia       | 19:49 |
| 6                 | Caterina Granz       | Alemanha      | 19:50 |
| 7                 | Rebecca Murray       | Grã-Bretanha  | 19:52 |
| 8                 | Viktoriya Kalyuzhna  | Ucrânia       | 19:54 |
| 9                 | Carolin Kirtzel      | Alemanha      | 19:54 |
| 10                | Christine Santi      | Itália        | 19:59 |
| 11                | Tuğba Güvenç         | Turquia       | 20:01 |
| 12                | Jessica Judd         | Grã-Bretanha  | 20:06 |
| 13                | Valeriya Zinenko     | Ucrânia       | 20:10 |
| 14                | Silvia Oggioni       | Itália        | 20:12 |
| 15                | Johanna Geyer-Carles | França        | 20:15 |

Equipe
| Posição           | Equipe                                                                                | Pontos         |
| ----------------- | ------------------------------------------------------------------------------------- | -------------- |
| Medalha de ouro   | Grã-Bretanha · Alice Wright, Charlotte Taylor, Rebecca Murray, Jessica Judd           | 3+4+7+12=26    |
| Medalha de prata  | Alemanha · Anna Gehring, Caterina Granz, Carolin Kirtzel, Maya Rehberg                | 2+6+9+16=33    |
| Medalha de bronze | Itália · Christine Santi, Silvia Oggioni, Roberta Ciappini, Costanza Martinetti       | 10+14+19+24=67 |
| 4                 | Ucrânia · Viktoriya Kalyuzhna, Valeriya Zinenko, Nataliya Strebkova, Maryna Nemchenko | 8+13+17+31=69  |

### Júnior masculino 6.000 m
Individual
| Posição           | Atleta                       | Nacionalidade | Tempo |
| ----------------- | ---------------------------- | ------------- | ----- |
| Medalha de ouro   | Jakob Ingebrigtsen           | Noruega       | 17:06 |
| Medalha de prata  | Yohanes Chiappinelli         | Itália        | 17:14 |
| Medalha de bronze | Mahamed Mahamed              | Grã-Bretanha  | 17:16 |
| 4                 | Jimmy Gressier               | França        | 17:19 |
| 5                 | Mohammed-Amine El Bouajaji   | França        | 17:20 |
| 6                 | Jack O'Leary                 | Irlanda       | 17:21 |
| 7                 | Hugo Hay                     | França        | 17:30 |
| 8                 | Adrian Ben                   | Espanha       | 17:30 |
| 9                 | Miguel González              | Espanha       | 17:34 |
| 10                | Abderrazak Charik            | França        | 17:34 |
| 11                | Alexander Yee                | Grã-Bretanha  | 17:35 |
| 12                | Jordi Torrents               | Espanha       | 17:37 |
| 13                | Annasse Mahboub El Hamdouini | Espanha       | 17:38 |
| 14                | Josh Kerr                    | Grã-Bretanha  | 17:38 |
| 15                | Paulos Surafel               | Grã-Bretanha  | 17:42 |

Equipe
| Posição           | Equipe                                                                              | Pontos        |
| ----------------- | ----------------------------------------------------------------------------------- | ------------- |
| Medalha de ouro   | França · Jimmy Gressier, Mohamed-Amine El Bouajaji, Hugo Hay, Abderrazak Charik     | 4+5+7+10=26   |
| Medalha de prata  | Espanha · Adrian Ben, Miguel González, Jordi Terrents, Annasse Mahboub El Hamdouini | 8+9+12+13=42  |
| Medalha de bronze | Grã-Bretanha · Mahamed Mahamed, Alexander Yee, Josh Kerr, Paulos Surafel            | 3+11+14+15=43 |
| 4                 | Itália · Yohanes Chiappinelli, Sergiy Polikarpenko, Ahmed Ouhda, Ademe Cuneo        | 2+22+33+34=91 |

### Júnior feminino 4.060 m
Individual
| Posição           | Atleta                  | Nacionalidade | Tempo |
| ----------------- | ----------------------- | ------------- | ----- |
| Medalha de ouro   | Konstanze Klosterhalfen | Alemanha      | 12:26 |
| Medalha de prata  | Anna-Emilie Møller      | Dinamarca     | 12:43 |
| Medalha de bronze | Harriet Knowles-Jones   | Grã-Bretanha  | 12:52 |
| 4                 | Alina Reh               | Alemanha      | 12:53 |
| 5                 | Jasmijn Lau             | Países Baixos | 12:57 |
| 6                 | Delia Sclabas           | Suíça         | 12:58 |
| 7                 | Lucia Rodríguez         | Espanha       | 13:06 |
| 8                 | Cécile Lejeune          | França        | 13:12 |
| 9                 | Amelia Quirk            | Grã-Bretanha  | 13:12 |
| 10                | Victoria Weir           | Grã-Bretanha  | 13:16 |
| 11                | Gemma Holloway          | Grã-Bretanha  | 13:32 |
| 12                | Stine Wangberg          | Noruega       | 13:24 |
| 13                | Veerle Bakker           | Países Baixos | 13:25 |
| 14                | Francesca Tommasi       | Itália        | 13:25 |
| 15                | Lara Alemanni           | Suíça         | 13:26 |

Equipe
| Posição           | Equipe                                                                            | Pontos        |
| ----------------- | --------------------------------------------------------------------------------- | ------------- |
| Medalha de ouro   | Grã-Bretanha · Harriet Knowles-Jones, Amelia Quirk, Victoria Weir, Gemma Holloway | 3+9+10+11=33  |
| Medalha de prata  | Alemanha · Konstanze Klosterhalfen, Alina Reh, Lisa Oed, Miriam Dattke            | 1+4+18+34=57  |
| Medalha de bronze | Países Baixos · Jasmijn Lau, Veerle Bakker, Merel van der Marel, Jasmijn Bakker   | 5+13+23+30=71 |
| 4                 | França · Cécile Lejeune, Leila Hadji, Mathilde Senechal, Perle Maunoury           | 8+16+29+36=89 |

## Quadro de medalhas
| Ordem | País          | Medalha de ouro | Medalha de prata | Medalha de bronze | Total |
| ----- | ------------- | --------------- | ---------------- | ----------------- | ----- |
| 1     | Turquia       | 3               | 2                | 1                 | 6     |
| 2     | Grã-Bretanha  | 3               | 1                | 6                 | 10    |
| 3     | Alemanha      | 1               | 3                | 0                 | 4     |
| 4     | Itália        | 1               | 1                | 2                 | 4     |
| 5     | Bélgica       | 1               | 1                | 0                 | 2     |
| 6     | Noruega       | 1               | 0                | 1                 | 2     |
| 7=    | França        | 1               | 0                | 0                 | 1     |
| 7=    | Polónia       | 1               | 0                | 0                 | 1     |
| 9     | Espanha       | 0               | 3                | 0                 | 3     |
| 10    | Dinamarca     | 0               | 1                | 0                 | 1     |
| 11=   | Países Baixos | 0               | 0                | 1                 | 1     |
| 11=   | Roménia       | 0               | 0                | 1                 | 1     |